# Лур'є Абрам Якович
Абра́м Я́кович Лур'є́ (нар. 24 вересня 1895, Славута, Ізяславський повіт, Волинська губернія — пом. 3 червня 1958, Москва) — радянський історик і письменник, біограф Джузеппе Гарібальді та низки інших історичних особистостей. Кандидат історичних наук. Член Спілки письменників. Автор 20 книг, а також статей, нарисів, кількох п'єс.
Закінчив медичний факультет Київського університету. Почав друкуватись з 1920 року.
Похований у Москві на Востряковському цвинтарі.

## Твори
- Лур'є А. Я. Таємниця великої піраміди. — М. : Учпедгиз, 1935. — 112 с. — (Бібліотека з географії для середньої школи) — 50000 прим. (в пер.)
- Лур'є А. Я. Індією / Абрам Лур'є. — М. : Учпедгиз, 1936. — 288 с. (в пер.)
- Лур'є А. Я. Гарібальді. — М. : Журн.-газет. объединение, 1938. — 320 с. — (Жизнь замечательных людей) — 46000 прим.
- Лур'є А. Я. Джузеппе Гарібальді. — М. : Воениздат, 1939. — 104 с. — (Бібліотека червоноармійця) (в пер.)
- Лур'є А. Я. Портрети діячів Паризької комуни. — М. : Політвидав, 1942. — 208 с.
- Лур'є А. Я. С. О. Макаров. — М. : Воениздат, 1949. — 304 с. (в пер.)
- Сорокін М. Я., Лур'є А. Я. «Єрмак» веде кораблі / Главсевморпуть. — М.-Л. : Вид-во Головпівнморшляху, 1951. — 200 с. (обл.)
- Лур'є А. Я., Марінін А. Адмірал Г. І. Бутаков (1820—1882). — М. : Воениздат, 1954. (в пер.)
- Лур'є А. Я. Портрети діячів Паризької комуни. — Вид. 2-е. — М. : Госполитиздат, 1956. — 420 с. — 50000 прим. (в пер.)
- Лур'є А. Я. Гарібальді. — М. : Молодая гвардия, 1957. — 288, [12] с. — (Жизнь замечательных людей) — 50000 прим.

Статті
- Лур'є А. Я. Адмірал Григорій Іванович Бутаков // Російське військово-морське мистецтво: Збірник статей / Відп. ред. капітан I рангу Р. Н. Мордвинов. — М. : Військово-Морське видавництво Військово-Морського Міністерства Союзу РСР, 1951. (в пер.)